# Klasyfikacja Hornbostela-Sachsa
Klasyfikacja Hornbostela-Sachsa (lub Sachsa-Hornbostela) – system podziału instrumentów muzycznych opracowany przez Ericha Moritza von Hornbostela i Curta Sachsa. Pierwszy raz opublikowany w czasopiśmie „Zeitschrift für Ethnologie” w 1914 roku. Jest najpowszechniej stosowanym kryterium podziału instrumentów muzycznych. Ostatnia rewizja klasyfikacji opublikowana została przez Konsorcjum MIMO oraz Międzynarodową Radę Muzeów w 2021 roku; zawierała aktualizację podziału we wszystkich grupach i przemianowanie niektórych kategorii.
Hornbostel i Sachs oparli swoją klasyfikację na innej, opracowanej w 1888 roku przez Victora-Charlesa Mahillona, której podstawą był podział według rodzaju wibratora, czyli źródła dźwięku w instrumencie muzycznym. Hornbostel i Sachs rozbudowali ograniczony głównie do instrumentów kultury zachodniej używanych w muzyce poważnej system Mahillona, w sposób umożliwiający zaklasyfikowanie każdego instrumentu muzycznego niezależnie od jego przeznaczenia i pochodzenia.

## Budowa systemu
Budowa systemu Hornbostela-Sachsa oparta jest na Klasyfikacji Dziesiętnej Deweya. Podstawą jest pięć kategorii dzielących instrumenty muzyczne w zależności od rodzaju źródła dźwięku. Kolejne podziały poszczególnych grup kategoryzują instrumenty muzyczne według sposobu pobudzania wibratora (np. szarpanie, pocieranie, uderzanie, dęcie) oraz konstrukcji instrumentu.
Pierwszy i drugi poziom klasyfikacji przedstawiają się następująco:
- 1 – Idiofony – instrumenty, w których wibratorem jest ciało stałe mające własną sprężystość. Źródłem dźwięku jest tu cały instrument lub jego główny korpus.
  - 11 – Idiofony uderzane – instrument pobudzany jest do wibracji przez uderzanie.
  - 12 – Idiofony języczkowe (lub idiofony szarpane, lamelofony) –  języczki, tzn. elastyczne płytki, zamocowane jednym końcem, są zaginane (napinane) i potem zwalniane aby powracały do pozycji wyjściowej.
  - 13 – Idiofony pocierane – instrument pobudzany do drgań przez pocieranie.
  - 14 – Idiofony dęte – instrumenty pobudzane do drgań strumieniem powietrza.
  - 15 – Metalowe arkusze – elastyczne arkusze blachy.
  - 16 – Błony zaginane – błona ulega wygięciu, kiedy jest pociągana przez przechodzącą przez jej środek strunę, zanim powróci do pozycji wyjściowej.

- 2 – Membranofony – instrumenty, w których wibratorem jest napięta membrana.
  - 21 – Bębny uderzane – uderzane są membrany.
  - 22  – wycofano
  - 23 – Bębny pocierane – membrana jest przystosowana do wibracji po potarciu.
  - 24 – Mirlitony (kazoo) – membrana wibruje (rezonuje) pobudzana mówieniem lub śpiewem w jej kierunku; membrana sama nie jest źródłem dźwięków lecz jedynie modyfikuje ich brzmienie.

- 3 – Chordofony – instrumenty, w których wibratorem jest napięta struna.
  - 31 – Chordofony proste lub cytry – instrument składa się jedynie z nośnika strun, lub z nośnika strun z rezonatorem, który nie jest jego integralną częścią i może być odłączony bez uszkodzenia urządzenia emitującego dźwięk.
  - 32 – Chordofony złożone – nośnik strun i rezonator są nierozerwalnie złączone i nie mogą być rozdzielone bez uszkodzenia instrumentu.
  - 33 – Chordofony o zmiennym napięciu lub „bębny szarpane”.

- 4 – Aerofony – instrumenty, w których wibratorem jest drgające powietrze.
  - 41 – Aerofony wolne – wibrujące powietrze nie jest ograniczone przewodem instrumentu.
  - 42 – Instrumenty dęte właściwe – powietrze wibruje wewnątrz samego instrumentu.

- 5 – Elektrofony – instrumenty, w których wibratorem jest membrana głośnika a źródłem drgań pobudzających wibrator układ elektryczny.
  - 51 – Instrumenty i urządzenia elektroakustyczne – moduły i konfiguracje akustycznych mechanizmów wibrujących (często przypominających tradycyjne instrumenty akustyczne) i obwodów elektronicznych, takich jak przetworniki i wzmacniacze. Akustyczna lub mechaniczna wibracja jest przetwarzana w analogową fluktuację prądu elektrycznego. Wszystkie instrumenty zbudowane lub strukturalnie zmodyfikowane aby dostarczać sygnał do wzmacniacza i głośnika są zaliczane do elektrofonów, nawet jeśli mają pewne możliwości akustyczne (produkowania dźwięków).
  - 52 – Instrumenty i urządzenia elektromechaniczne – konfiguracje cichych (elektrycznie pobudzanych), mechanicznie poruszanych części z zakodowanym wzorcem i układów elektronicznych. Ruch pozwala przetworzyć zakodowane wzorce w analogową fluktuację prądu elektrycznego.
  - 53 – Instrumenty analogowe elektroniczne, moduły i komponenty – nieprzerwanie zmieniające się sygnały elektryczne trafiają do głośnika, produkując dźwięki. Sygnały elektryczne są generowane przez układy elektroniczne. Moduły i konfiguracje złożone z analogowych, w pełni elektronicznych urządzeń są stosowane do emitowania, przetwarzania i przekazywania elektronicznych sygnałów dźwiękowych i/lub sekwencji sygnałów.
  - 54 – Instrumenty cyfrowe, moduły i komponenty – sygnały elektryczne są generowane w formie kwantyfikowanych sekwencji drgań (funkcji dyskretnej). Te z kolei są zamienione w sygnał ciągły, który pobudza głośnik. Moduły i konfiguracje obejmujące urządzenia do cyfrowego projektowania i elektronicznego przetwarzania sygnałów dźwiękowych i/lub sekwencji sygnałów.
  - 55 – Hybrydowe konfiguracje analogowo-cyfrowe – urządzenia z analogowymi elementami toru sygnałowego.
  - 56 – Oprogramowanie.

Opublikowana w 1914 roku klasyfikacja składała się z czterech grup. Piąta grupa instrumentów muzycznych – elektrofony – została do niej dodana w 1940 roku przez Curta Sachsa. Sachs podzielił wówczas elektrofony na trzy podgrupy: 51 – instrumenty, w których elektryczność służy do napędzania mechanizmu lub sterowania elementami wykonawczymi, 52 – instrumenty, w których elektryczność służy do wzmacniania głośności i 53 – instrumenty, w których drgania powstają na drodze czysto elektrycznej, nazwane przez Sachsa instrumentami radioelektrycznymi. Współczesna instrumentologia klasyfikuje elektrofony wg podziału przedstawionego w zestawieniu powyżej.

## System w praktyce
Dokładne sklasyfikowanie instrumentu według typologii Hornbostela-Sachsa wymaga więcej niż tylko dwóch opisanych powyżej poziomów. Kolejne poziomy klasyfikacji jeszcze bardziej precyzują sposób pobudzania wibratora i konstrukcję instrumentu. W zapisie, poziomy grupowane są trójkami i dla poprawienia czytelności oddzielane kropką. Dla przykładu ksylofon należy do grupy oznaczonej 111.212. Większa liczba poziomów niekoniecznie oznacza bardziej skomplikowaną grupę instrumentów. Przykładem może być stosunkowo prosta w budowie i sposobie gry trąbka sygnałowa należąca do grupy instrumentów oznaczonych numerem 423.121.22. Rozkład klasyfikacji trąbki sygnałowej przedstawia się następująco:
- 4 – aerofon
- 42 – wibrujące powietrze znajduje się wewnątrz instrumentu
- 423 – wibracja pobudzana jest za pomocą ust
- 423.1 – wysokość dźwięku regulowana jest tylko za pomocą ust (czyli instrument nie posiada mechanizmu regulacji wysokości dźwięku)
- 423.12 – kształt instrumentu jest rurowy
- 423.121 – miejsce przyłożenia ust znajduje się na końcu instrumentu (nie na boku)
- 423.121.2 – instrument jest zagięty lub zwinięty (nie prosty)
- 423.121.22 – instrument jest wyposażony w ustnik

Innym instrumentem należącym do grupy 423.121.22 jest lura.
Poza opisanymi wyżej poziomami określającymi rodzaj wibratora, sposób jego pobudzania i konstrukcję, stosuje się przyrostki opisujące mniej istotne cechy instrumentu. Niektóre z tych przyrostków są wspólne dla wszystkich pięciu grup podstawowych (np. 8 – instrument muzyczny wyposażony w klawiaturę, 9 – instrument z napędem mechanicznym) a inne charakterystyczne tylko dla jednej (np. jeden z przyrostków w grupie membranofonów określa sposób przytwierdzenia okładziny bębna do jego korpusu).
Instrumenty złożone z elementów należących do dwóch lub więcej podstawowych grup zapisywane są z użyciem dwukropków i myślników. Zgodnie z założeniami Hornbostela i Sachsa, każdy instrument może zostać – w mniej lub bardziej skomplikowany sposób – sklasyfikowany za pomocą opracowanego przez nich systemu.